# Element grzejny
Element grzejny to zasadnicza część elektrycznego, oporowego urządzenia grzejnego w którym dokonuje się przemiana energii elektrycznej w ciepło. Zwykle w postaci drutu, taśmy lub pręta z materiału oporowego. 
Potocznie, lecz nieprawidłowo nazywany grzałką – grzałka jest urządzeniem którego częścią jest element grzejny

## Konstrukcja elementu grzejnego i stosowane materiały

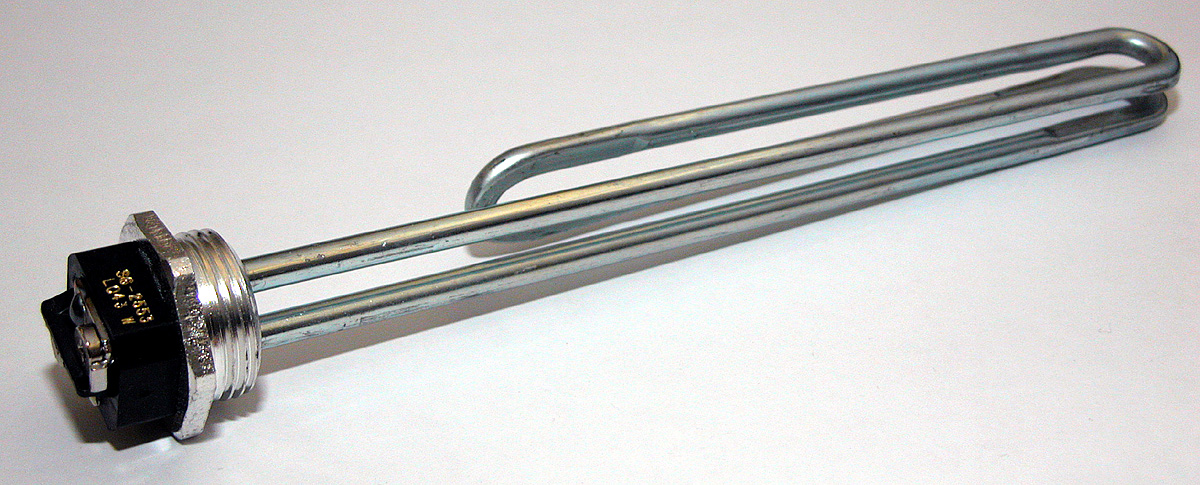
Grzałka stosowana m.in. w przemysłowych zmywarkach do naczyń. Elektryczny element grzejny znajduje się w środku metalowej rurki i składa się zwykle z drutu oporowego umieszczonego w osłonowym materiale ceramicznym dobrze przewodzącym ciepło i stanowiącym dodatkowo izolator chroniący m.in. przed porażeniem prądem elektrycznym.

Do konstrukcji większości elementów grzejnych wykorzystuje się drut lub taśmę oporową niklowo-chromową typu 80/20 (chromonikielina składająca się 80% niklu i 20% chromu). Stop niklowo-chromowy typu 80/20 jest bardzo dobrym materiałem ze względu na stosunkowo dużą rezystancję. Materiał ten jest dość trwały. Nie uszkadza się on ani nie traci swoich właściwości w zetknięciu powietrzem i może pracować w szerokim zakresie temperatur roboczych. Spowodowane jest to tym, że przy pierwszym jego użyciu na powierzchni drutu tworzy się warstewka tlenku chromu, która zabezpiecza głebsze warstwy stopu przed dalszym utlenianiem i korozją.